# Parelaphidion incertum
Parelaphidion incertum là một loài bọ cánh cứng trong họ Cerambycidae.